# Dorfkirche Pflügkuff

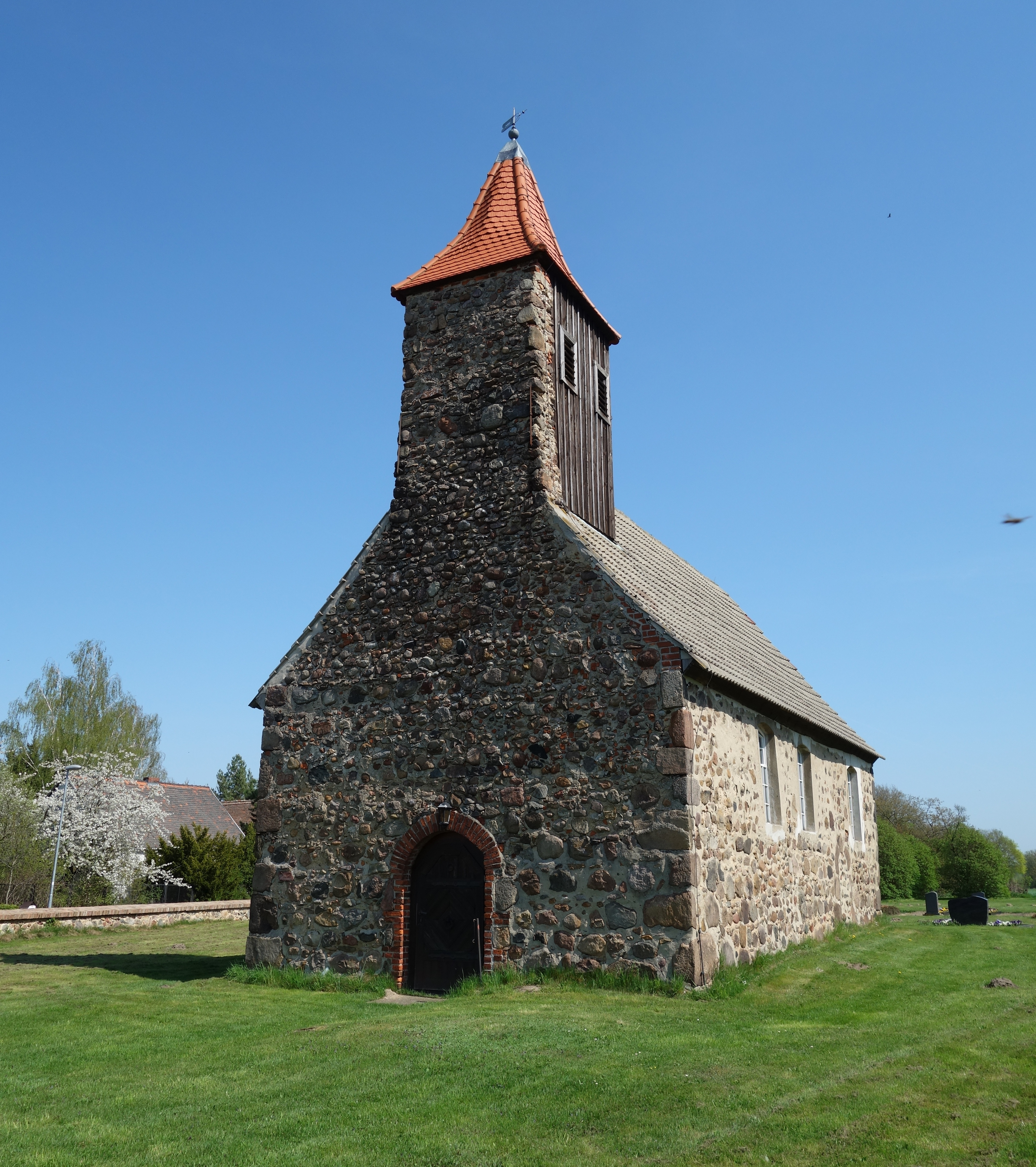
Dorfkirche Pflügkuff

Die evangelische Dorfkirche Pflügkuff ist eine Kirche in Pflügkuff, einem Gemeindeteil von Lobbese in der Stadt Treuenbrietzen im Landkreis Potsdam-Mittelmark in Brandenburg. Die Kirchengemeinde Pflügkuff–Zeuden gehört zum Kirchenkreis Mittelmark-Brandenburg der Evangelischen Kirche Berlin-Brandenburg-schlesische Oberlausitz.

## Beschreibung
Die Dorfkirche Pflügkuff ist ein Feldsteinbau vermutlich aus dem 13. Jahrhundert. Aufgrund der Bauausführung, der Form des Priesterportals und der Form und Größe des ursprünglichen Fensters auf der Ostseite ist eine Einordnung in das 14. Jahrhundert realistischer.
Die Kirche ist über ein neuromanisches, rundbogiges Portal mit Backsteinlaibung an der Westseite erschlossen, über dem sich der Giebelturm mit einem Glockengeschoss erhebt. Das Bauwerk weist eine Länge von 17,30 Metern bei einer Breite von 6,95 bis 7,05 Metern auf. Eine mit einem Rundbogen abgeschlossene vermauerte Priesterpforte ist auf der Südseite erhalten, die drei Fensteröffnungen mit segmentbogigen Stürzen besitzt. Die Nordseite weist zwei solcher Öffnungen auf, während in der Ostfassade ein schmales Lanzettfenster angeordnet ist.
Am Kirchturm sind je zwei Schallfenster auf der Nord- und der Südseite und ein Schallfenster auf der Ostseite vorhanden. Eine Kugel und eine Wetterfahne mit der Jahreszahl 1995 schließen das Zeltdach mit einer Eindeckung aus Biberschwanzziegeln ab. Das Kirchenschiff besteht aus einem kleinen Rechtecksaal und ist mit einem Satteldach versehen, das mit Doppelfalzziegeln eingedeckt ist.
Im Außenbereich der Kirche befindet sich der noch als Begräbnisstätte dienende christliche Friedhof, der von einer Backsteinmauer umgeben ist, welche im Laufe der Zeit bereits viele Lücken im Mauerwerk aufweist.
Den Innenraum der Kirche wurde mit einer schlichten Holzbalkendecke, Gestühl und einer Westempore aus dem 18. Jahrhundert eingerichtet. Der hölzerne Altaraufsatz vom Anfang des 18. Jahrhunderts ist mit einem Hauptbild von Christus am Ölberg und darunter mit einem Bild vom Abendmahl ausgestattet, der Säulenaufbau ist mit Akanthuswangen ausgeführt. An einem polygonalen Korb der Kanzel aus dem 17. Jahrhundert sind die Evangelisten aufgemalt, das achtseitige Taufbecken auf gesägten Voluten stammt ebenfalls aus dem 17. Jahrhundert.
In den Jahren von 1995 bis 1997 wurde eine Restaurierung der Kirche durchgeführt. 